# Anthaster valvulatus
Anthaster valvulatus är en sjöstjärneart som först beskrevs av Müller och Franz Hermann Troschel 1843.  Anthaster valvulatus ingår i släktet Anthaster och familjen Oreasteridae. Inga underarter finns listade i Catalogue of Life.